# Захаров, Александр Фёдорович
Александр Фёдорович Захаров (1928—1986) — советский учёный и педагог, цитогенетик, доктор биологических наук, профессор, член-корреспондент АМН СССР (1980). Лауреат Государственной премии СССР (1983).

## Биография
Родился 20 августа 1928 года в Москве.
С 1948 по 1953 год обучался на лечебном факультете Первого Московского государственного медицинского  института.
С 1953 по 1961 год на научной работе в Институте экспериментальной биологии АМН СССР в должности научного и старшего научного сотрудника. С 1961 по 1970 на научной работе в Институте экспериментальной и клинической онкологии АМН СССР в должностях научного сотрудника и заведующего лаборатории.
С 1970 по 1986 год на научно-исследовательской  работе в Институте медицинской генетики АМН СССР в должностях: в 1970 и с 1983 по 1986 год — заведующий лаборатории общей цитогенетики, с 1970 по 1983 год — заместитель директора этого НИИ по науке.

### Научно-педагогическая деятельность
Основная научно-педагогическая деятельность А. Ф. Захарова была связана с вопросами в области цитогенетики хромосомных болезней и проблем в области  структурно-функциональной организации хромосом. С 1968 по 1970 год под его руководством разрабатывалась и была разработана методика изучения линейной структуры хромосомы, эти исследования  обосновали новые представления по проблеме взаимосвязи генетической сбалансированности соматических клеток и хромосомной изменчивости, а также теоретические положения о природе и характере дифференциации метафазной хромосомы. А. Ф. Захаров являлся — председателем Правления Московского и членом Президиума Всесоюзного научных обществ медицинских генетиков, а также — председателем проблемной комиссии «Цитогенетика и хромосомные болезни» и заместителем председателя Научного совета по генетике АМН СССР.
В 1971 году защитил докторскую диссертацию по теме: «Хромосомная изменчивость и клеточный отбор в популяциях длительно культивируемых клеток», в 1977 году получил учёное звание профессор. В 1980 году он был избран член-корреспондентом АМН СССР. Под руководством А. Ф. Захарова было написано около ста научных работ, в том числе четырёх монографий. В 1983 году за цикл работ по исследованиям хромосом человека в норме и патологии А. Ф. Захарову была присуждена Государственная премия СССР в области науки и техники.
Скончался 19 июля 1986 года в Москве. Похоронен на Введенском кладбище.